# Cronologia astronômica
Cronologia astronômica, ou datação astronômica, é um método técnico de datação de eventos ou artefatos associados a fenômenos astronômicos. Registros escritos de eventos históricos que incluem descrições de fenômenos astronômicos contribuíram muito para esclarecer a cronologia do Antigo Oriente Próximo; obras de arte que retratam a configuração das estrelas e dos planetas e de estruturas orientadas para o nascer e o ocaso dos corpos celestes em um determinado momento foram todos datados por meio de cálculos astronômicos.

A datação astronômica pode ser uma ferramenta poderosa para estabelecer cronologias absolutas, mas...
 pode facilmente produzir resultados precisos e impressionantes com base em suposições inválidas –
 resultados tão precisos e impressionantes que podem não ser questionados pelos estudiosos em outros campos.

—John Steele, "The Use and Abuse of Astronomy in Establishing Absolute Chronologies."

## Datação de eventos históricos
O uso de descrições de fenômenos astronômicos para datação de eventos históricos começou no século XVI, época de renovado interesse humanístico pela história e de tabelas astronômicas cada vez mais precisas. Os eclipses, em particular, são eventos relativamente pouco frequentes e podem ser datados com precisão. Quando as circunstâncias não são exatas e as descrições denotam ambiguidades, muitas vezes pode-se usar outros detalhes, como o mês do eclipse ou a posição de outras estrelas e planetas, para identificar o eclipse específico.
A datação astronômica, como outras formas de interpretação histórica, requer certo cuidado na análise e na interpretação dos registros escritos que sobreviveram. John Steele propôs três perguntas que devem ser feitas ao datar um evento: o registro refere-se a um evento astronômico real ou é apenas uma suposição moderna? Se o registro se refere a um evento astronômico real, tal fonte é confiável? Poderá o registo fornecer uma data inequívoca sem fazer suposições injustificadas sobre antigos métodos de observação astronômica? 
Os diários astronômicos da Babilônia fornecem relatos detalhados e inequívocos das posições de todos os planetas visíveis, muitas vezes em relação a estrelas específicas, que têm sido usadas para fornecer datas precisas de eventos como a derrota de Dario III por Alexandre, o Grande, na Batalha de Gaugamela, em 1º de outubro de 331 AC e da subsequente morte de Alexandre em 11 de junho de 323.
Uma vez que o sucesso deste método depende da fiabilidade das fontes escritas e da precisão dos seus relatos dos fenômenos astronômicos, as tentativas de datar textos literários que podem descrever eventos astronômicos de forma imprecisa ou mesmo como metáforas levaram os investigadores a conclusões que parecem precisas, mas que se baseiam em baseiam-se em suposições inválidas e são, consequentemente, menos amplamente aceitas. Assim, as tentativas de datar os textos védicos que descrevem as Plêiades como nascendo "no Leste" até cerca de 2.300 AC, que é a época em que as Plêiades surgiram "exatamente" no Leste, são complicadas pelo fato de que as descrições poéticas não podem ser consideradas reflexo de informações precisas de observações astronômicas, dado que a precessão é um processo muito lento que faz pequenas mudanças no azimute de uma estrela que nasce no Leste. 

## Datação de artefatos

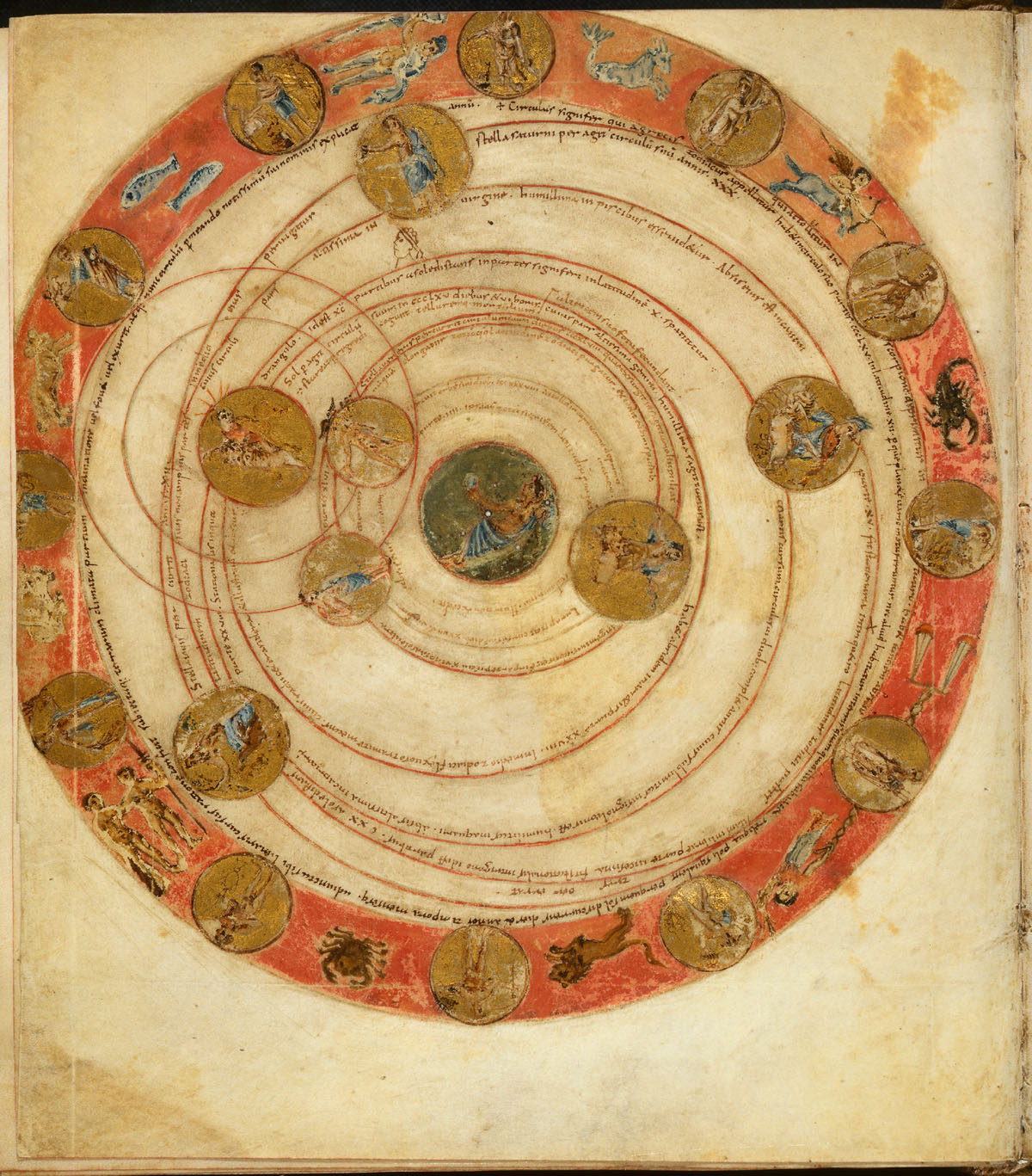
Diagrama do século IX das posições dos sete planetas em 18 de março de 816.

Entre os artefatos que podem ser mais facilmente datados pelas técnicas astronômicas estão as representações das posições dos corpos celestes em um determinado momento. Como os movimentos dos corpos celestes ocorrem todos em períodos diferentes, são necessários muitos séculos para que todos os planetas, além do Sol e da Lua, alcancem as mesmas posições nos signos do Zodíaco. Para uma configuração com precisão de ±15° (isto é, dentro de um único símbolo) as posições destes sete corpos só retornarão à mesma configuração uma vez em cerca de 3700 anos. 
Um caso particular de datação de artefatos envolveu um manuscrito medieval iluminado que retratava a posição destes sete corpos celestes em 18 de março de 816; correspondendo ao período em que o manuscrito foi escrito. Este cálculo demonstrou que esta ilustração não era uma cópia de uma representação clássica anterior da posição das estrelas. A Lua em rápido movimento é o indicador mais sensível da hora exata; se for possível estimar a posição indicada da Lua com precisão de um grau, o tempo do diagrama pode ser calculado com precisão de uma hora.
Um exemplo notável desse método foi um retrato astrológico de Sir Christopher Hatton (1540-1591), que representava as posições dos sete planetas clássicos do zodíaco e retratava as posições computadas dos planetas com precisão a nível de minuto de arco. Nesse caso, a maior fonte de erro na data foi a incerteza dos cálculos astronômicos do século XVI. O horário resultante calculado foi por volta do meio-dia de 12 de dezembro de 1581. 

## Datação de estruturas por sua orientação
Uma abordagem arqueoastronômica mais controversa tem sido usada para datar estruturas que se acredita terem sido orientadas em princípios astronômicos, medindo sua orientação e calculando a data no passado quando um único corpo celeste especificado, seja o Sol ou uma estrela selecionada, nasce ou se põe no azimute medido. O astrônomo Norman Lockyer aplicou este método a Stonehenge, medindo a orientação da avenida Stonehenge e comparando-a com a posição do nascer do sol solsticial, que muda lentamente devido à mudança na obliquidade da eclíptica. O arqueólogo F.C. Penrose aplicou um método semelhante aos antigos templos gregos, tentando estabelecer as suas datas relacionando a sua orientação com o aparecimento de estrelas no horizonte, cuja posição muda lentamente devido à precessão dos equinócios.
A grande variância dessas datas em relação às datas historicamente aceitas levou o arquiteto e arqueólogo William Bell Dinsmoor a desconfiar de datas estabelecidas pela obliquidade da eclíptica que muda lentamente ou pelos alinhamentos estelares, que envolvem uma seleção arbitrária de uma estrela que nasce no azimute adequado. Em vez disso, ele propôs um método alternativo empregando aquilo que já era conhecido nos registros históricos sobre as datas de construção dos templos gregos, sobre os festivais associados a templos específicos e sobre a natureza do calendário lunisolar grego. Dado que certa data de um festival no calendário lunisolar grego só ocorreria na mesma data do calendário solar a cada oito ou dezenove anos, Dinsmoor identificou um festival relacionado a um templo específico e foi capaz de determinar o ano exato próximo à data de construção historicamente registrada. quando o Sol nasceu em alinhamento com o templo na data do festival.